# Boissières, Lot
Boissières är en kommun i departementet Lot i regionen Occitanien i södra Frankrike. Kommunen ligger i kantonen Catus som tillhör arrondissementet Cahors. År 2022 hade Boissières 388 invånare.

## Befolkningsutveckling
Antalet invånare i kommunen Boissières
| Referens: INSEE |